# Lista de singles número um na Billboard Hot 100 em 2005

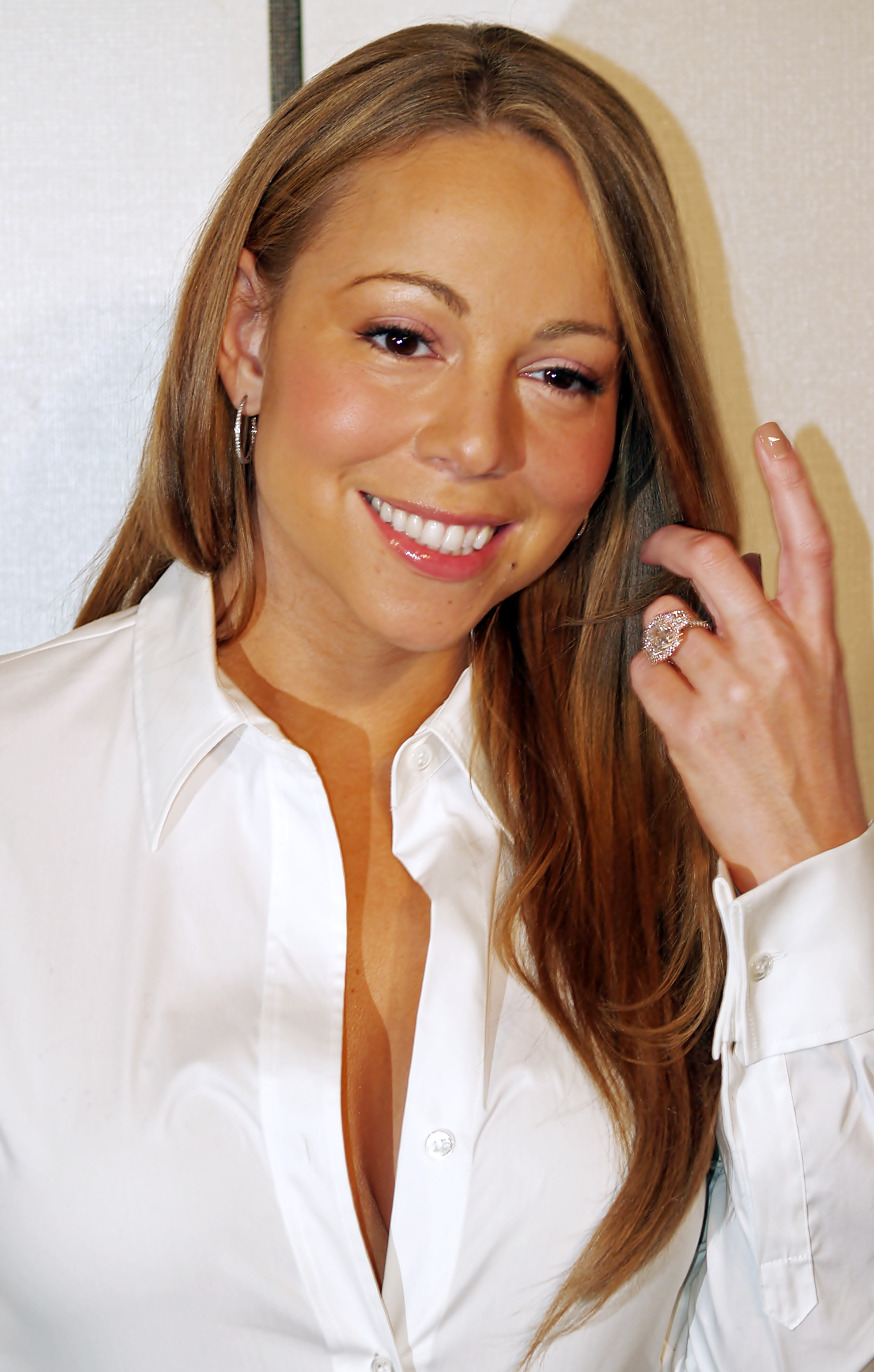
"Don't Forget About Us" foi o décimo sétimo número um da carreira de Mariah Carey, fazendo dela o segundo artista com a maior quantidade de números uns na história da Billboard Hot 100. Além disso, "We Belong Together" foi o single que por mais tempo ocupou o topo da Hot 100 na década de 2000 e o mais bem sucedido de 2005.

A seguir apresenta-se a lista dos singles número um na Billboard Hot 100 em 2005. A Billboard Hot 100 é uma tabela musical que classifica o desempenho de singles nos Estados Unidos. Publicada semanalmente pela revista Billboard, os seus dados são recolhidos pela Nielsen SoundScan, baseando-se em cada venda semanal física, e também popularidade da canção nas rádios.
Ao longo do ano, cinco artistas alcançaram o primeiro posto da tabela musical pela primeira vez, quer em canções nas quais foram creditados como artista principal ou convidado. Eles são: Chris Brown, Mario, Olivia, Gwen Stefani, e Carrie Underwood; contudo, apenas Brown e Underwood alcançaram o topo pela primeira vez com os seus trabalhos de estreia. "Inside Your Heaven" fez de Underwood a sexta artista feminina a estrear uma canção no topo da tabela, e marcou a décima terceira vez que uma canção consegue alcançar tal feito. "Gold Digger" foi o primeiro número um no qual Kanye West é creditado como artista principal; West já havia alcançado o cume da Hot 100 em 2004 com a canção "Slow Jamz", do rapper Twista.
"We Belong Together" foi o primeiro número um da cantora Mariah Carey em quatro anos. Com quatorze semanas, foi o single com o melhor desempenho do ano e ainda o com maior permanência no topo da Hot 100 da década de 2000, e empatou com "I Will Always Love You" (1992) de Whitney Houston, "I'll Make Love to You" (1994) de Boyz II Men, "Macarena (Bayside Boys Mix)" de Los del Río (1996) e "Candle in the Wind 1997" / "Something About the Way You Look Tonight" (1997) de Elton John como a canção com o segundo maior tempo de permanência na primeira posição da tabela. Em 2009, "We Belong Together" foi coroado com o título de "Single da Década". Além disso, quando "Don't Forget About Us" assumiu a liderança da tabela na última publicação do ano, Carey tornou-se na única artista a conseguir posicionar mais de uma canção no topo em 2005. "Don't Forget About Us" é o décimo sétimo número um da cantora, colocando-a em segundo lugar na lista dos artistas com a maior quantidade de números uns.
"Gold Digger" foi o single com o segundo maior tempo de permanência no cume: dez semanas consecutivas.

## Histórico

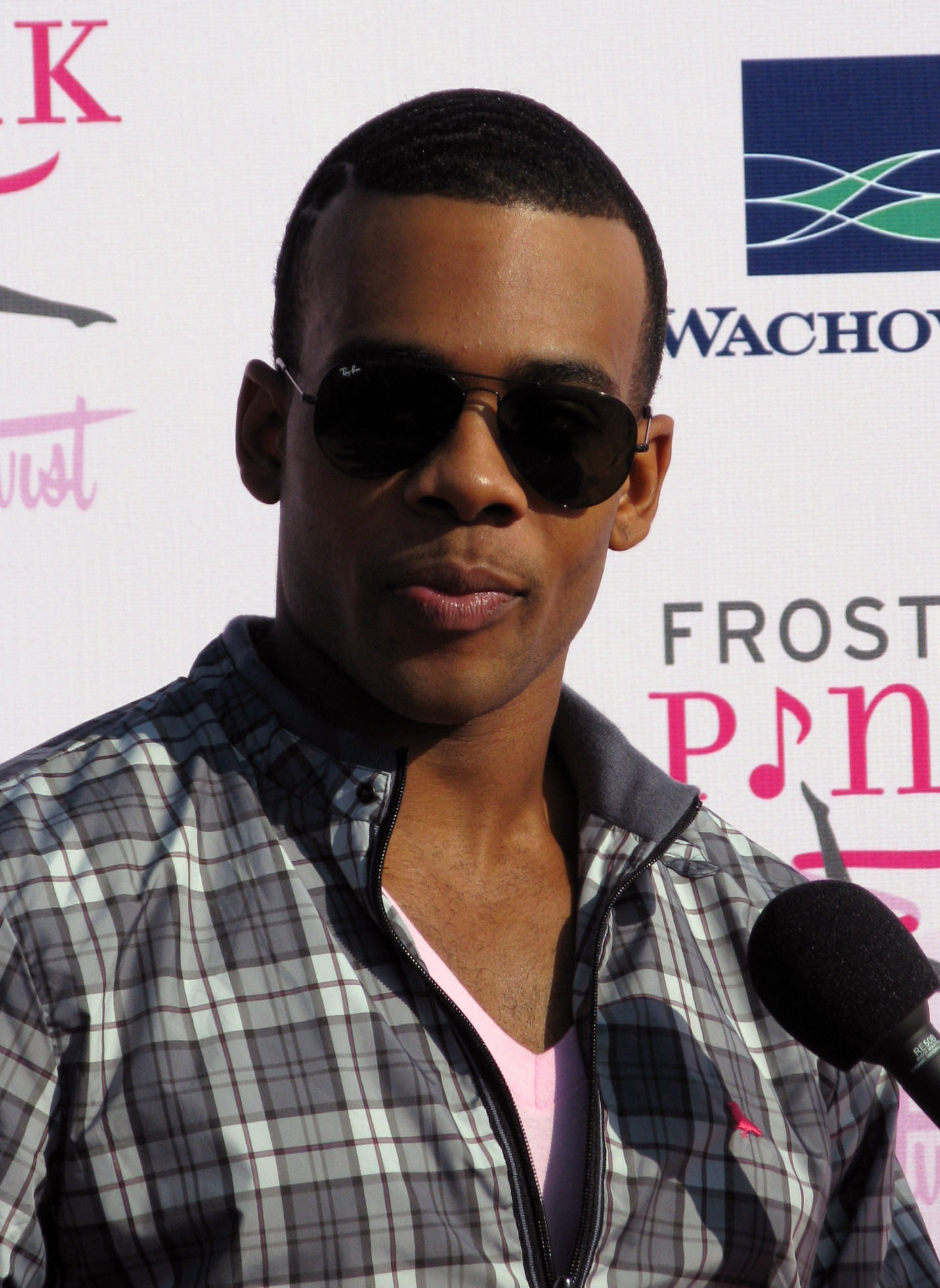
"Let Me Love You" rendeu a Mario o seu primeiro número um na Billboard Hot 100.

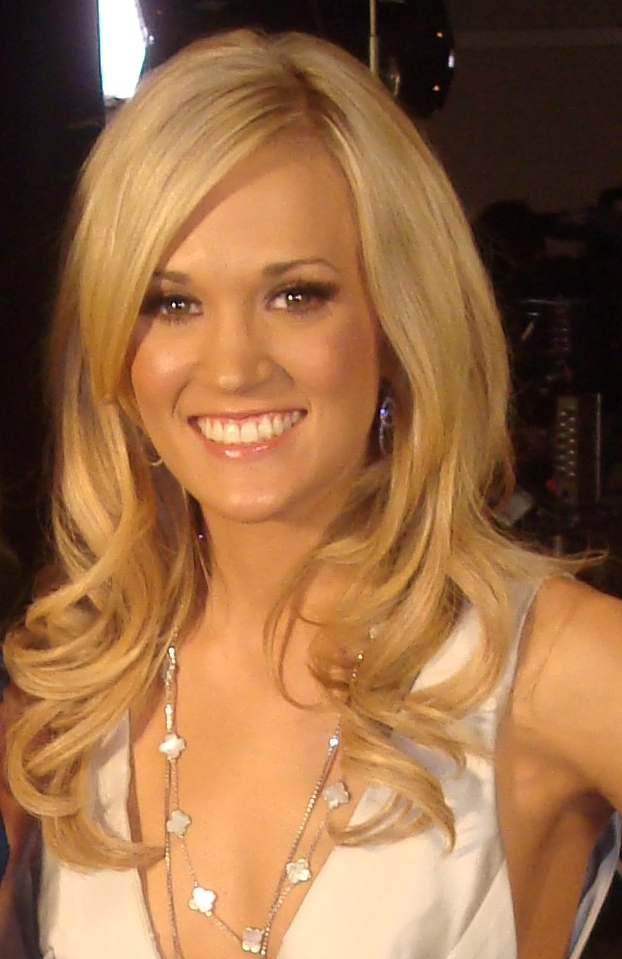
"Inside Your Heaven" fez de Carrie Underwood a sexta artista feminina a estrear uma canção no topo da tabela, e marcou a primeira vez que uma canção de estreia consegue estrear na primeira posição da Hot 100.

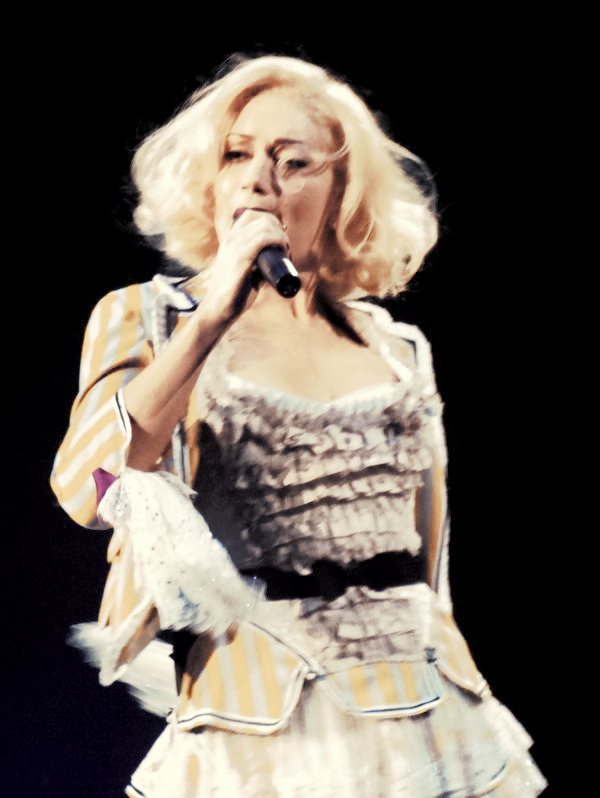
Com "Hollaback Girl", Gwen Stefani conseguiu liderar a tabela pela primeira vez sendo creditada como artista principal.

|  | Denota o single com o melhor desempenho do ano. |

| Data            | Canção                  | Artista(s)                                | Ref    |
| --------------- | ----------------------- | ----------------------------------------- | ------ |
| 1 de Janeiro    | "Let Me Love You"       | Mario                                     | [ 7 ]  |
| 8 de Janeiro    | "Let Me Love You"       | Mario                                     | [ 8 ]  |
| 15 de Janeiro   | "Let Me Love You"       | Mario                                     | [ 9 ]  |
| 22 de Janeiro   | "Let Me Love You"       | Mario                                     | [ 10 ] |
| 29 de Janeiro   | "Let Me Love You"       | Mario                                     | [ 11 ] |
| 5 de Fevereiro  | "Let Me Love You"       | Mario                                     | [ 12 ] |
| 12 de Fevereiro | "Let Me Love You"       | Mario                                     | [ 13 ] |
| 19 de Fevereiro | "Let Me Love You"       | Mario                                     | [ 14 ] |
| 26 de Fevereiro | "Let Me Love You"       | Mario                                     | [ 15 ] |
| 5 de Março      | "Candy Shop"            | 50 Cent com participação de Olivia        | [ 16 ] |
| 12 de Março     | "Candy Shop"            | 50 Cent com participação de Olivia        | [ 17 ] |
| 19 de Março     | "Candy Shop"            | 50 Cent com participação de Olivia        | [ 18 ] |
| 26 de Março     | "Candy Shop"            | 50 Cent com participação de Olivia        | [ 19 ] |
| 2 de Abril      | "Candy Shop"            | 50 Cent com participação de Olivia        | [ 20 ] |
| 9 de Abril      | "Candy Shop"            | 50 Cent com participação de Olivia        | [ 21 ] |
| 16 de Abril     | "Candy Shop"            | 50 Cent com participação de Olivia        | [ 22 ] |
| 23 de Abril     | "Candy Shop"            | 50 Cent com participação de Olivia        | [ 23 ] |
| 30 de Abril     | "Candy Shop"            | 50 Cent com participação de Olivia        | [ 24 ] |
| 7 de Maio       | "Hollaback Girl"        | Gwen Stefani                              | [ 25 ] |
| 14 de Maio      | "Hollaback Girl"        | Gwen Stefani                              | [ 26 ] |
| 21 de Maio      | "Hollaback Girl"        | Gwen Stefani                              | [ 27 ] |
| 28 de Maio      | "Hollaback Girl"        | Gwen Stefani                              | [ 28 ] |
| 4 de Junho      | "We Belong Together"    | Mariah Carey                              | [ 29 ] |
| 11 de Junho     | "We Belong Together"    | Mariah Carey                              | [ 30 ] |
| 18 de Junho     | "We Belong Together"    | Mariah Carey                              | [ 31 ] |
| 25 de Junho     | "We Belong Together"    | Mariah Carey                              | [ 32 ] |
| 2 de Julho      | "Inside Your Heaven"    | Carrie Underwood                          | [ 33 ] |
| 9 de Julho      | "We Belong Together"    | Mariah Carey                              | [ 34 ] |
| 16 de Julho     | "We Belong Together"    | Mariah Carey                              | [ 35 ] |
| 23 de Julho     | "We Belong Together"    | Mariah Carey                              | [ 36 ] |
| 30 de Julho     | "We Belong Together"    | Mariah Carey                              | [ 37 ] |
| 6 de Agosto     | "We Belong Together"    | Mariah Carey                              | [ 38 ] |
| 13 de Agosto    | "We Belong Together"    | Mariah Carey                              | [ 39 ] |
| 20 de Agosto    | "We Belong Together"    | Mariah Carey                              | [ 40 ] |
| 27 de Agosto    | "We Belong Together"    | Mariah Carey                              | [ 41 ] |
| 3 de Setembro   | "We Belong Together"    | Mariah Carey                              | [ 42 ] |
| 10 de Setembro  | "We Belong Together"    | Mariah Carey                              | [ 43 ] |
| 17 de Setembro  | "Gold Digger"           | Kanye West com participação de Jamie Foxx | [ 44 ] |
| 24 de Setembro  | "Gold Digger"           | Kanye West com participação de Jamie Foxx | [ 45 ] |
| 1 de Outubro    | "Gold Digger"           | Kanye West com participação de Jamie Foxx | [ 46 ] |
| 8 de Outubro    | "Gold Digger"           | Kanye West com participação de Jamie Foxx | [ 47 ] |
| 15 de Outubro   | "Gold Digger"           | Kanye West com participação de Jamie Foxx | [ 48 ] |
| 22 de Outubro   | "Gold Digger"           | Kanye West com participação de Jamie Foxx | [ 49 ] |
| 29 de Outubro   | "Gold Digger"           | Kanye West com participação de Jamie Foxx | [ 50 ] |
| 5 de Novembro   | "Gold Digger"           | Kanye West com participação de Jamie Foxx | [ 51 ] |
| 12 de Novembro  | "Gold Digger"           | Kanye West com participação de Jamie Foxx | [ 52 ] |
| 19 de Novembro  | "Gold Digger"           | Kanye West com participação de Jamie Foxx | [ 53 ] |
| 26 de Novembro  | "Run It!"               | Chris Brown                               | [ 54 ] |
| 3 de Dezembro   | "Run It!"               | Chris Brown                               | [ 55 ] |
| 10 de Dezembro  | "Run It!"               | Chris Brown                               | [ 56 ] |
| 17 de Dezembro  | "Run It!"               | Chris Brown                               | [ 57 ] |
| 24 de Dezembro  | "Run It!"               | Chris Brown                               | [ 58 ] |
| 31 de Dezembro  | "Don't Forget About Us" | Mariah Carey                              | [ 59 ] |